# Kerivoula pellucida
Kerivoula pellucida là một loài động vật có vú trong họ Dơi muỗi, bộ Dơi. Loài này được Waterhouse mô tả năm 1845.